# Ninhada (zoologia)

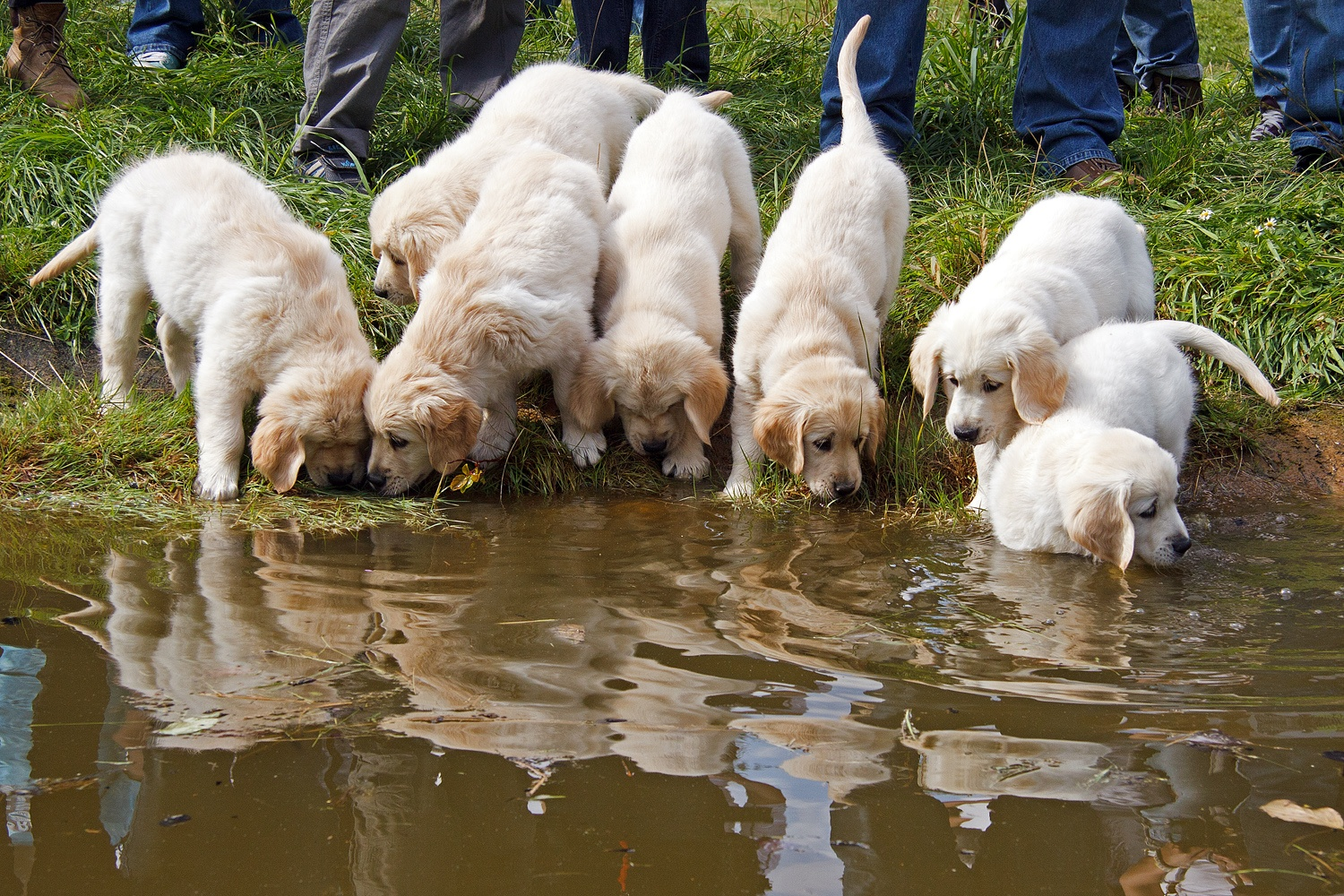
Uma ninhada de filhotes de Golden retriever com 8 semanas de idade

Uma ninhada é o nascimento vivo de múltiplos filhotes simultaneamente em animais da mesma mãe e, geralmente, de um conjunto de pais, particularmente de três a oito filhotes. O termo é mais frequentemente usado para a prole de mamíferos, mas pode ser usado para qualquer animal que dê à luz múltiplos filhotes. Em comparação, um grupo de ovos e os filhotes que eclodem deles são frequentemente chamados de ninhada ou ninho, enquanto os filhotes são frequentemente chamados de ninhada. Animais da mesma ninhada são chamados de companheiros de ninhada.

## Tamanho da ninhada (contagem típica)
Na maioria das fêmeas de mamíferos, o tamanho médio das ninhadas é cerca de metade do número de mamas. Presumivelmente, isso permite que as fêmeas amamentem ninhadas com sucesso, mesmo que algumas mamas não produzam leite. Os ratos-toupeira-pelados quebram essa "regra da metade" – ninhadas capturadas no campo e nascidas em laboratório tiveram em média 11 a 12 filhotes, e o número de mamas em fêmeas selvagens e em cativeiro foi similarmente de 11 a 12. O tamanho máximo das ninhadas foi de 28 no campo e 27 em cativeiro, enquanto o número máximo de mamas foi de 15. As fêmeas reprodutoras de ratos-toupeira-pelados podem gerar e criar com sucesso ninhadas muito mais numerosas do que suas mamas porque os filhotes se revezam amamentando na mesma mama e as fêmeas reprodutoras e os filhotes são alimentados e protegidos por companheiros de colônia, permitindo que as rainhas concentrem seus esforços reprodutivos na gestação e lactação.
Os animais frequentemente exibem comportamento de agrupamento em rebanhos, enxames, bandos ou colônias , e esses nascimentos múltiplos derivam vantagens semelhantes. Uma ninhada oferece alguma proteção contra a predação , não particularmente para os filhotes individuais, mas para o investimento dos pais na reprodução. Com vários filhotes, os predadores poderiam comer vários e outros ainda poderiam sobreviver para atingir a maturidade, mas com apenas um filhote, sua perda poderia significar uma temporada de reprodução desperdiçada. A outra vantagem significativa é a chance de os animais jovens mais saudáveis serem favorecidos de um grupo. Em vez de ser uma decisão consciente por parte dos pais, o bebê mais apto e forte compete com mais sucesso por comida e espaço, deixando os filhotes mais fracos, ou nanicos , morrerem por falta de cuidados.
Na natureza, apenas uma pequena porcentagem, se houver, da ninhada consegue sobreviver até a maturidade, enquanto que em animais domesticados e em cativeiro sob cuidados humanos, quase sempre toda a ninhada sobrevive. Gatinhos e filhotes de cachorro estão neste grupo. Carnívoros, roedores e porcos geralmente têm ninhadas, enquanto primatas e herbívoros maiores geralmente têm filhotes únicos.

## Galeria

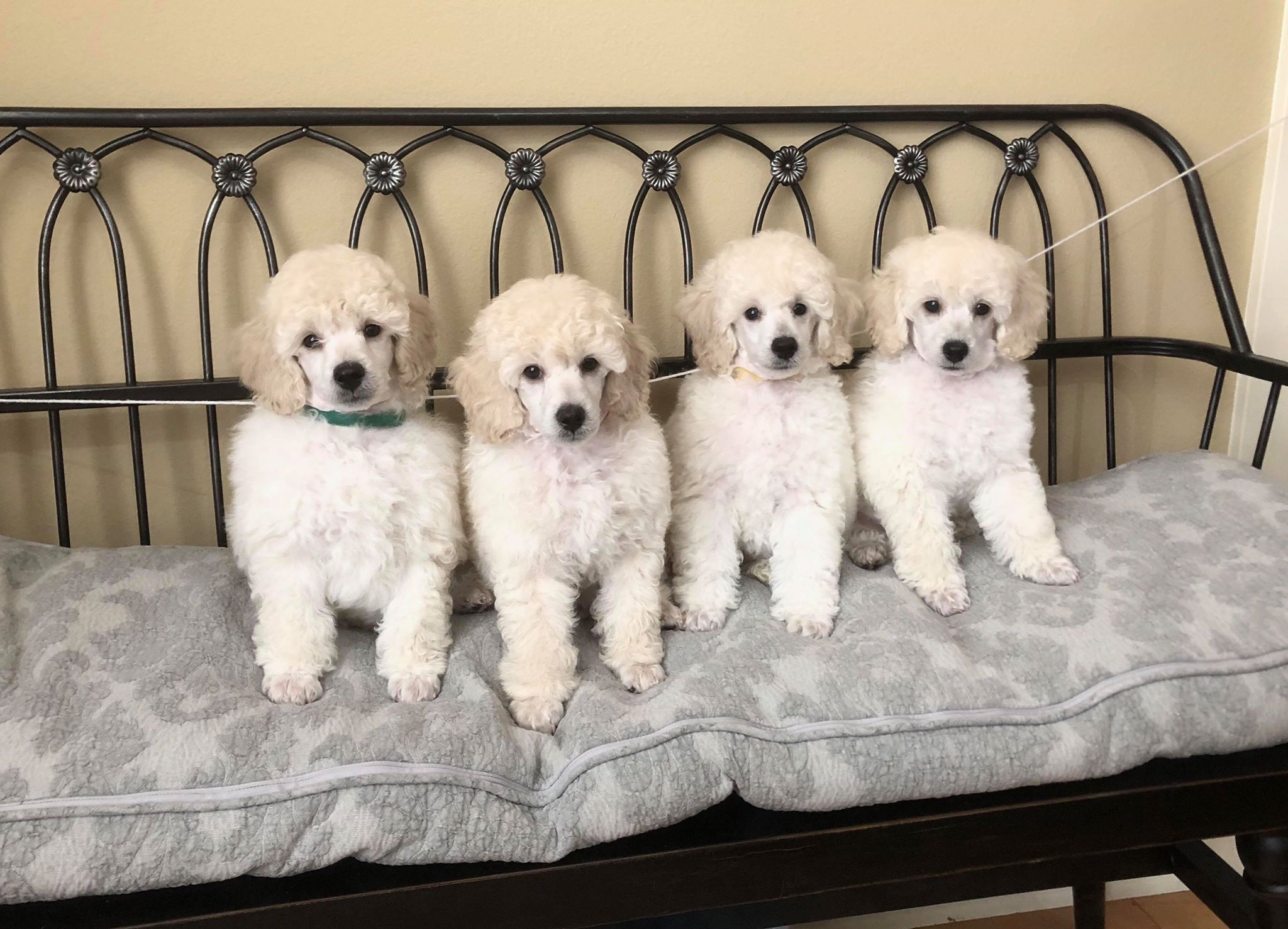
Cãezinhos
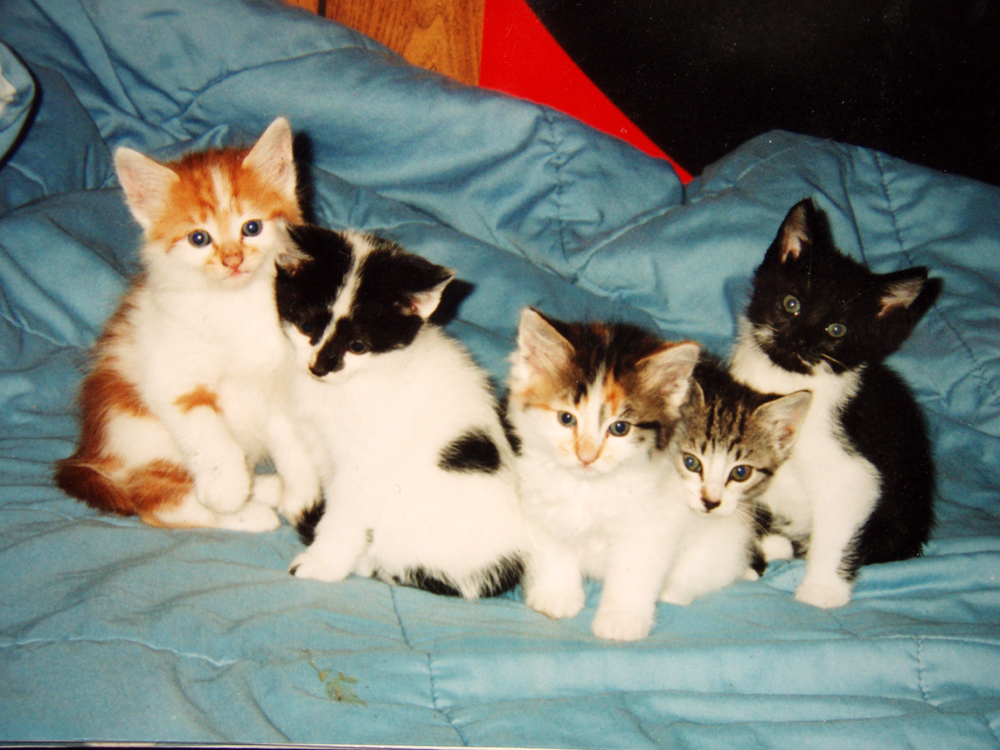
Gatinhos
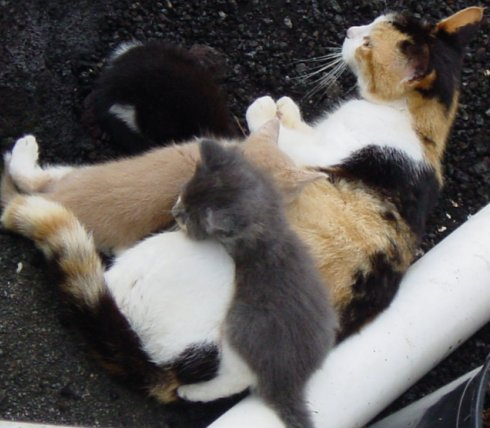
Mais Gatinhos
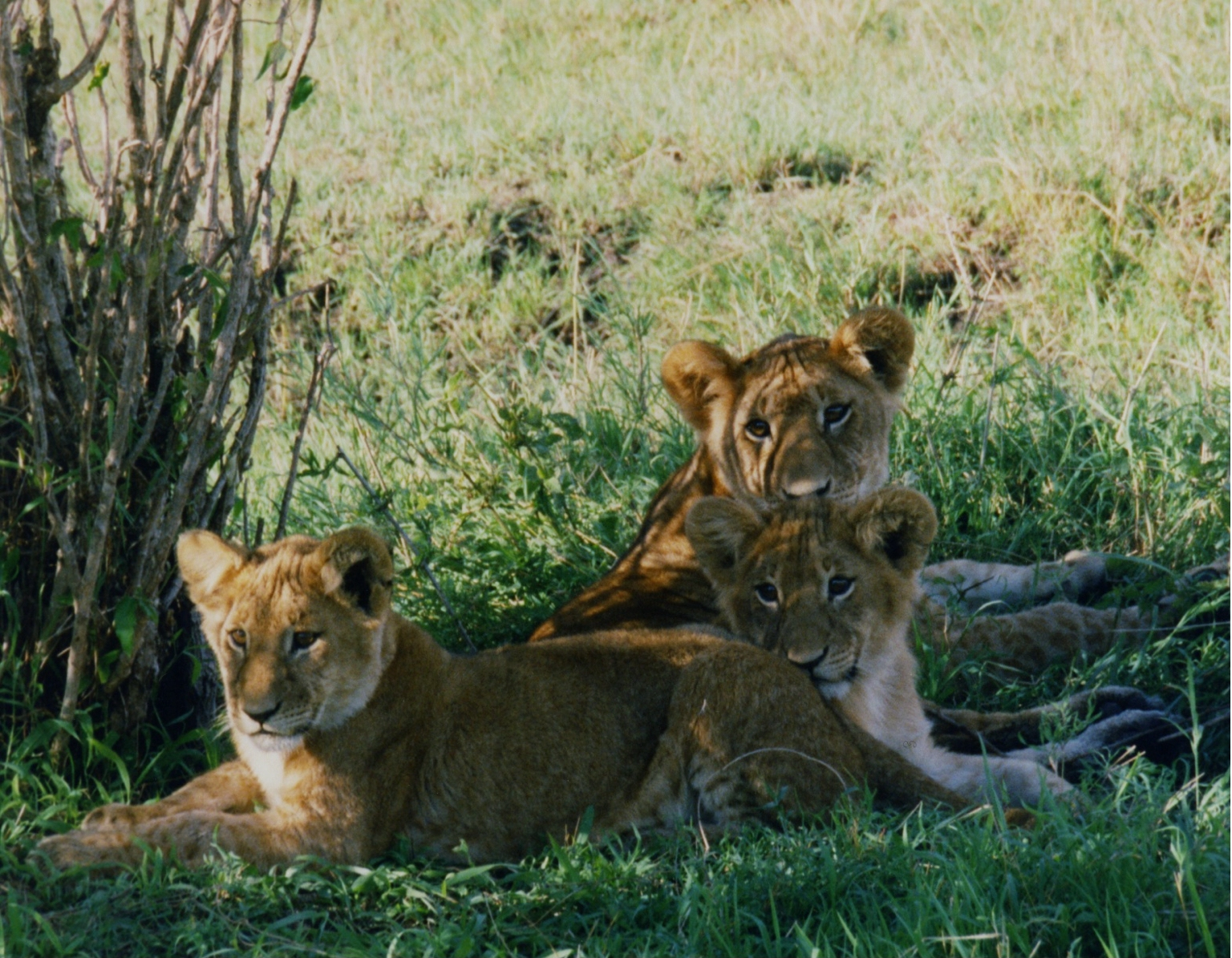
leõezinhos
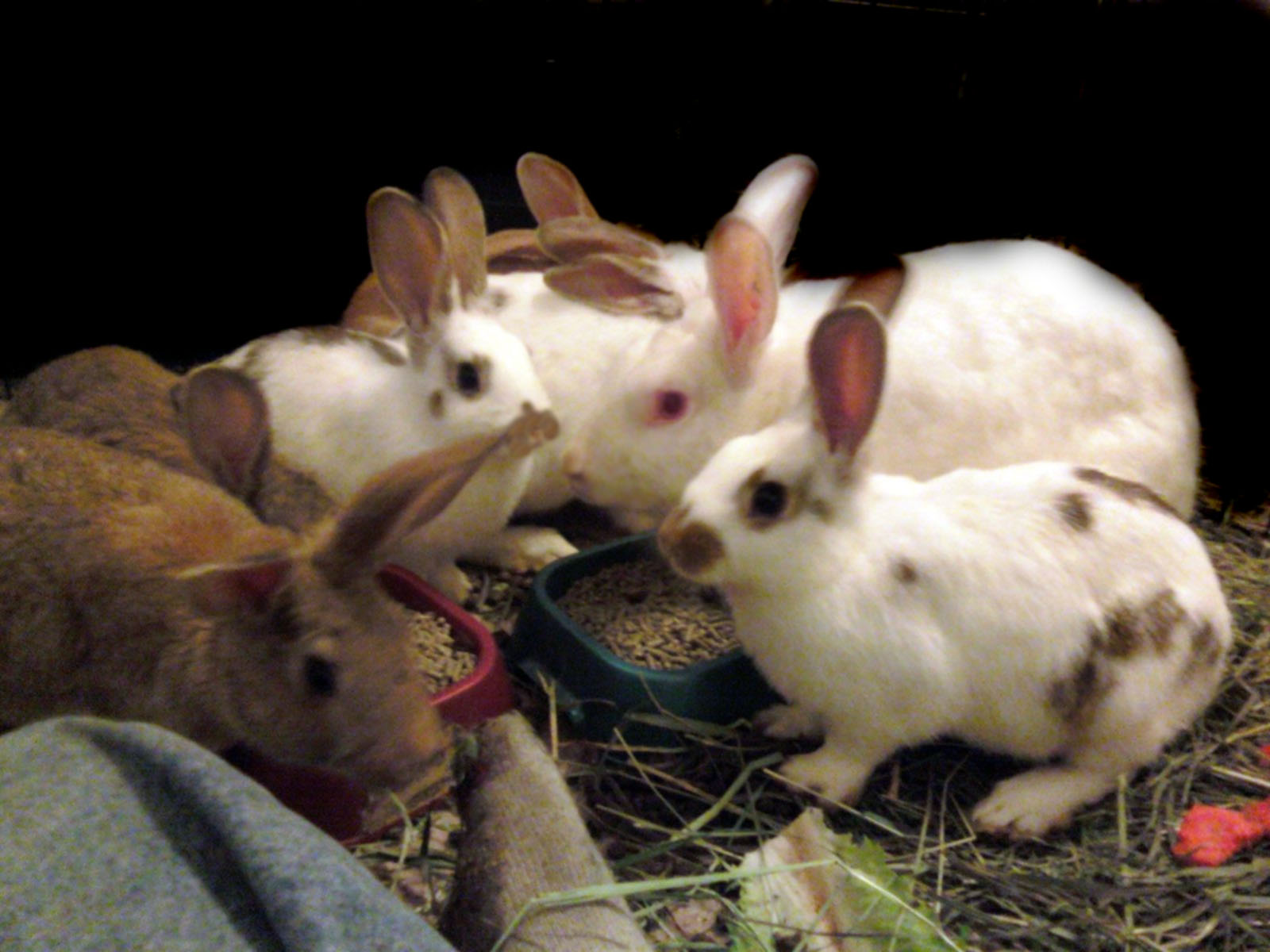
Coelhinhos
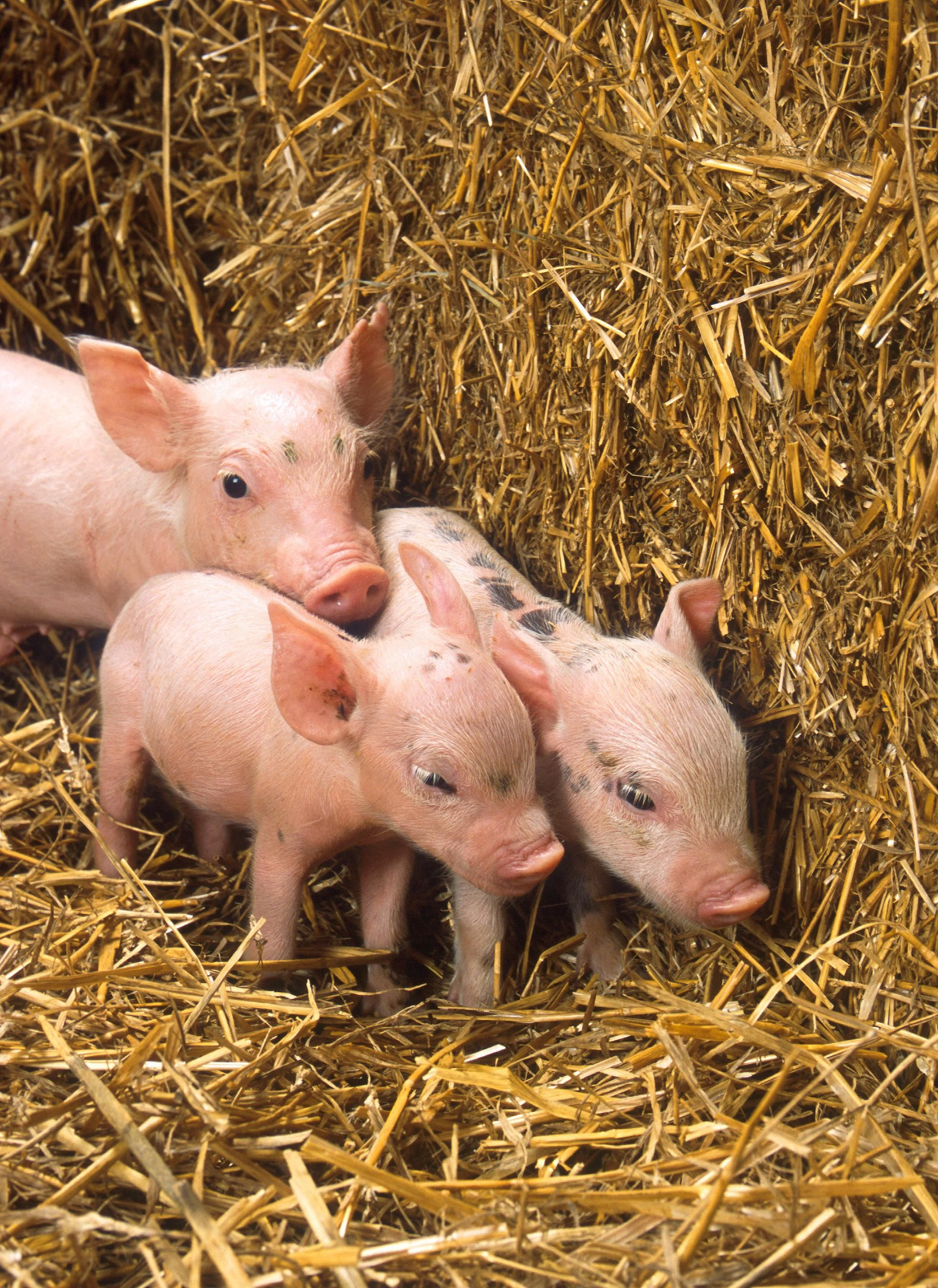
Leitões
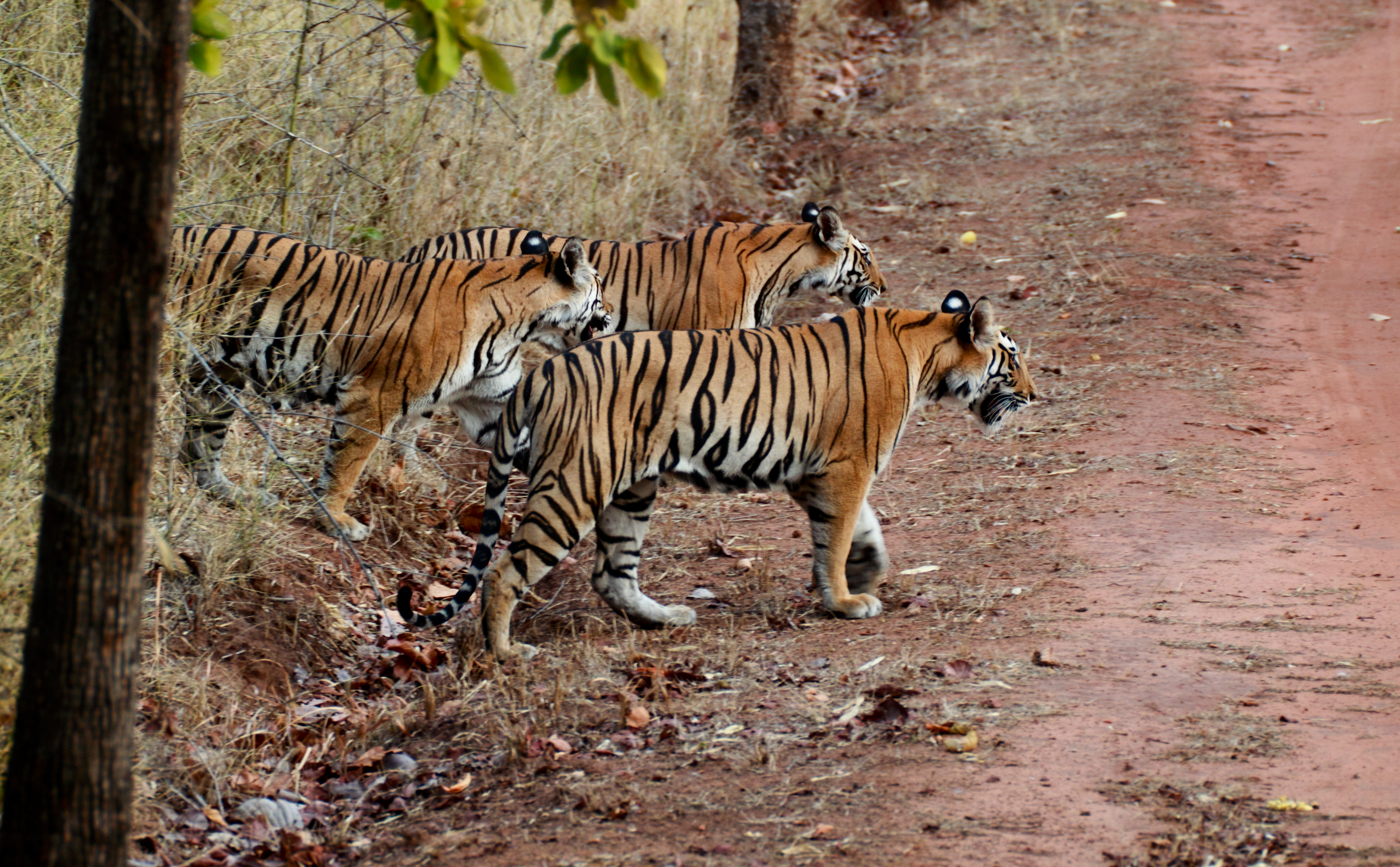
Filhotes de tigres
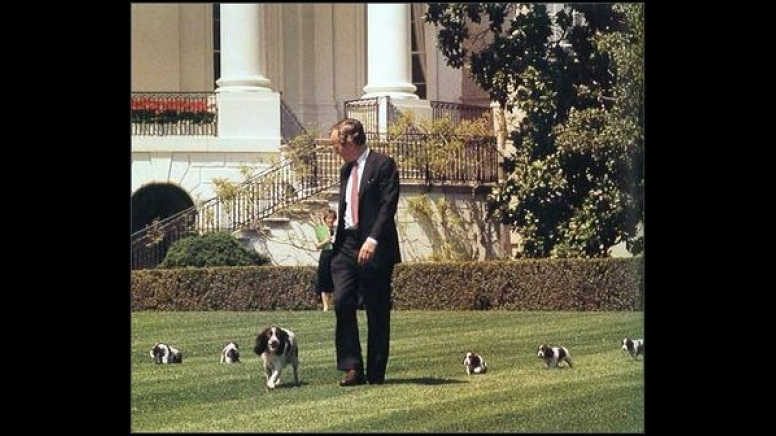
Ex-Presidente George H. W. Bush passeando com sua cadela e os seus filhotes.
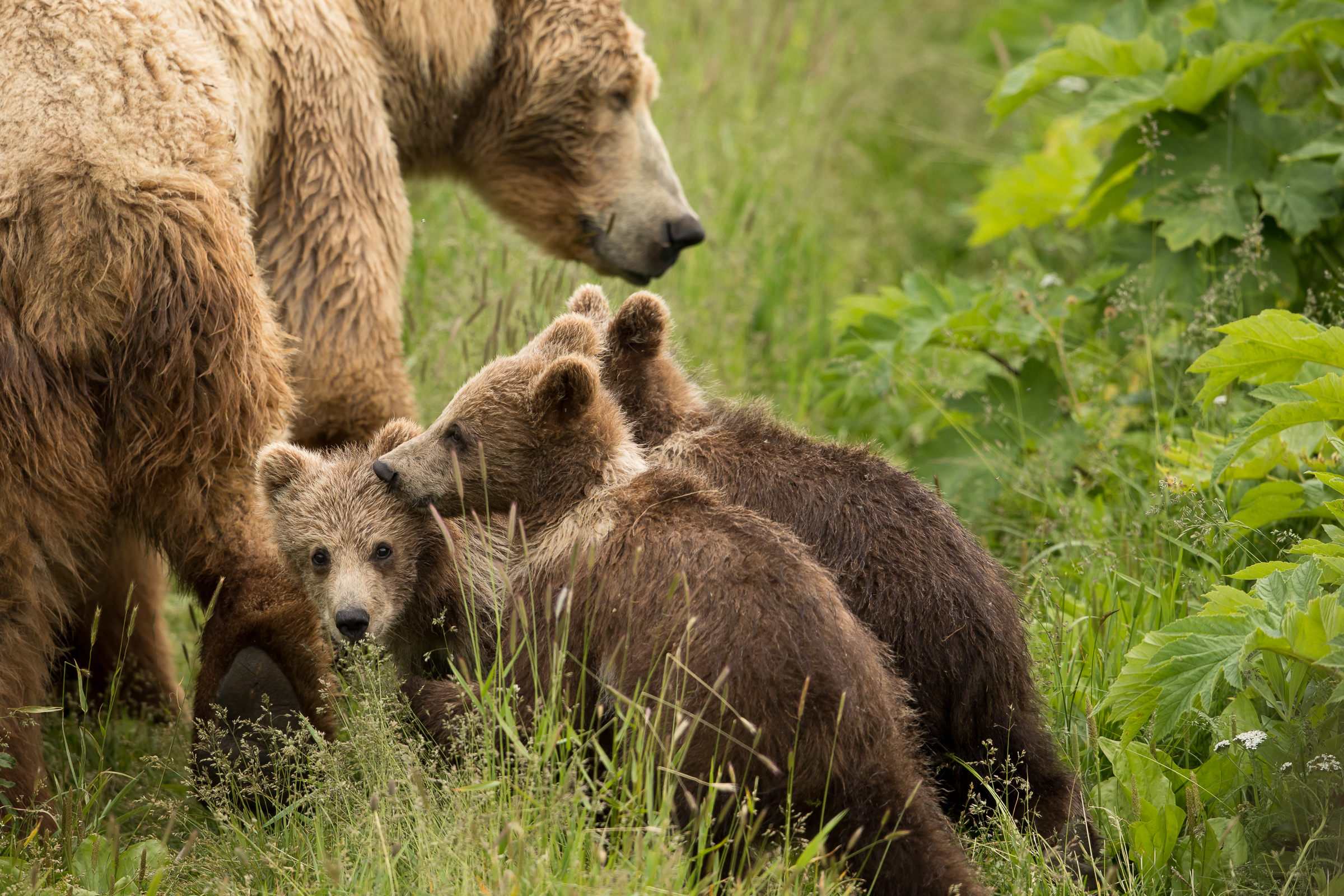
Ursinhos
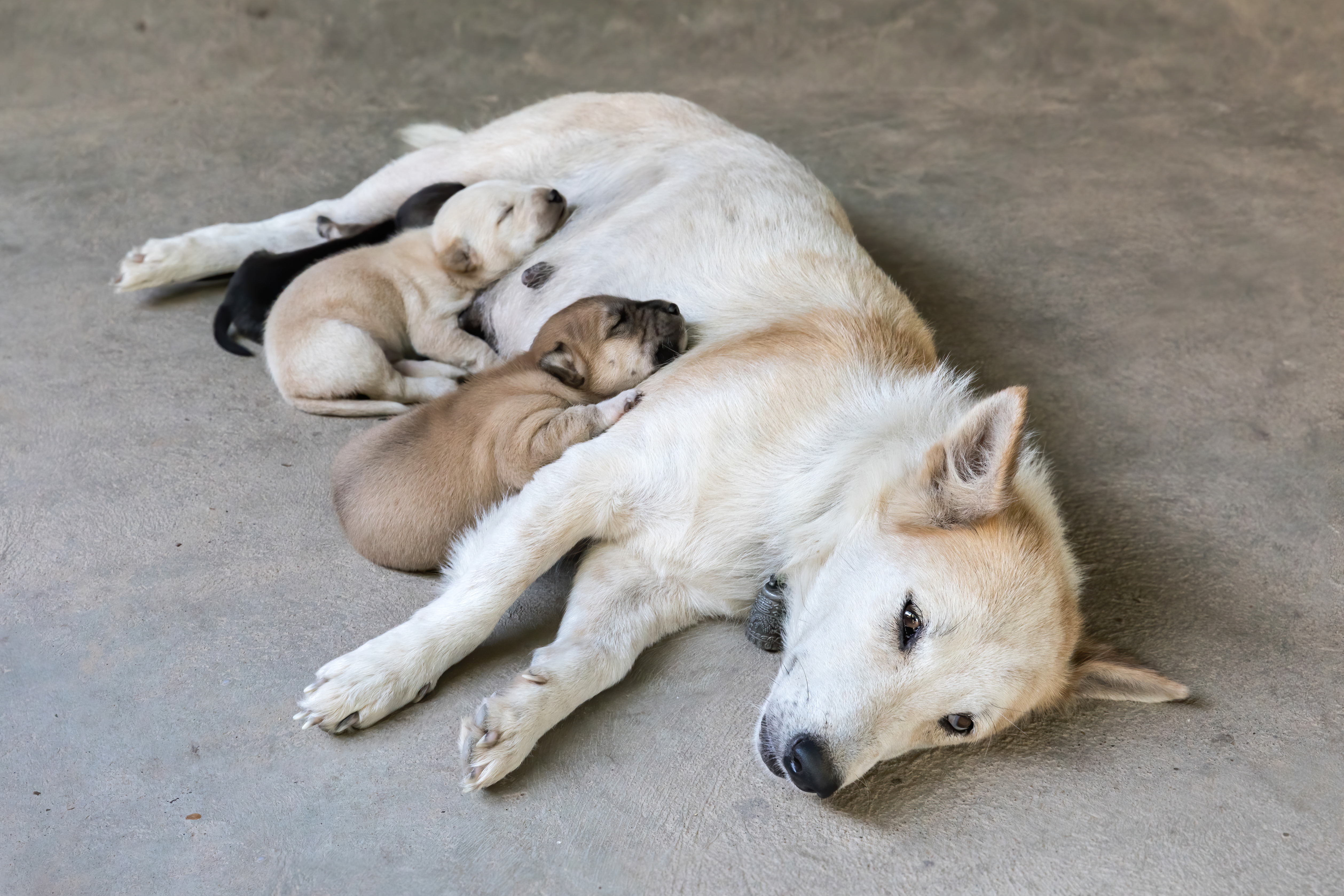
Cãezinhos de rua